# Andorra Red Music
Andorra Red Music és un festival de música que va tenir lloc el 6, 7 i 8 de juny de 2014 a Andorra la Vella. El festival fou impulsat per Francesc Camp, ministre de Turisme i Medi Ambient del Govern d'Andorra i per Betim Budzaku, gerent d'Andorra Turisme. El festival va combinar formacions dels anys 80 i 90 amb actuacions a la plaça del Consell General d'Andorra (Casa de la Vall). La xifra de públic de la primera edició fou de 4.980 persones i el pressupost del festival, de 600.000 euros. Les entrades diàries costaven entre 89 i 49 euros.
El primer grup a tocar al festival fou Level 42 que ho va fer a les 21.00h i seguidament, a les 23.30h va començar la seva actuació Tony Hadley (component dels Spandau Ballet). Els següents dies van seguir els artistes Lisa Stansfield, Roger Hodgson, Maceo Parker i UB40, entre molts altres. Dins del seguit d'activitats paral·leles del festival destaca un tast de vins Andorrans, espanyols i francesos.

## Públic
| Dia                | Assistents |
| ------------------ | ---------- |
| Divendres 6/6/2014 | 1.500      |
| Dissabte 7/6/2014  | 2.000      |
| Diumenge 8/6/2014  | 1.400      |
| Total              | 4.980      |